# William Grover-Williams

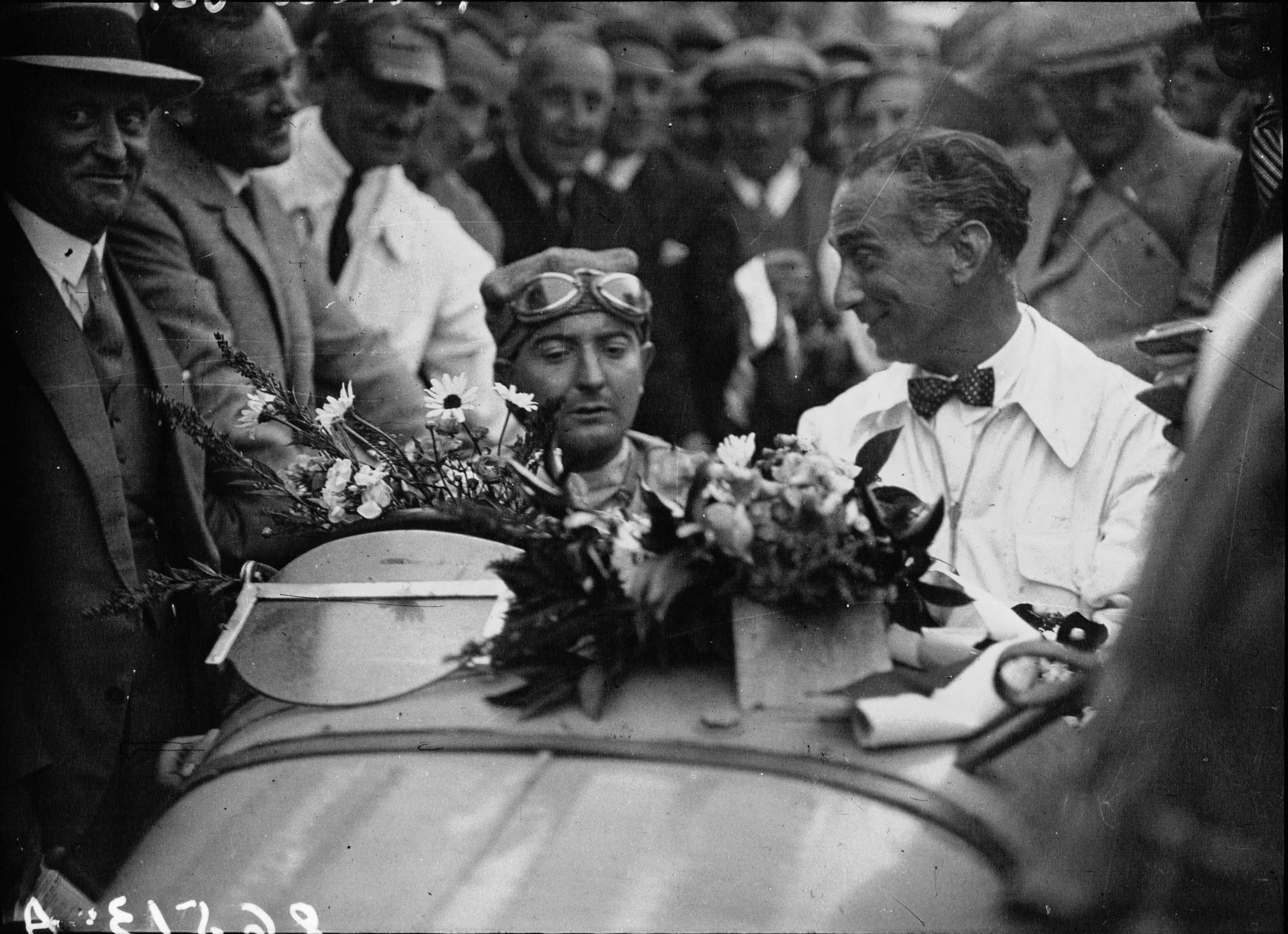
Grover-Williams beim Großen Preis von Belgien 1931

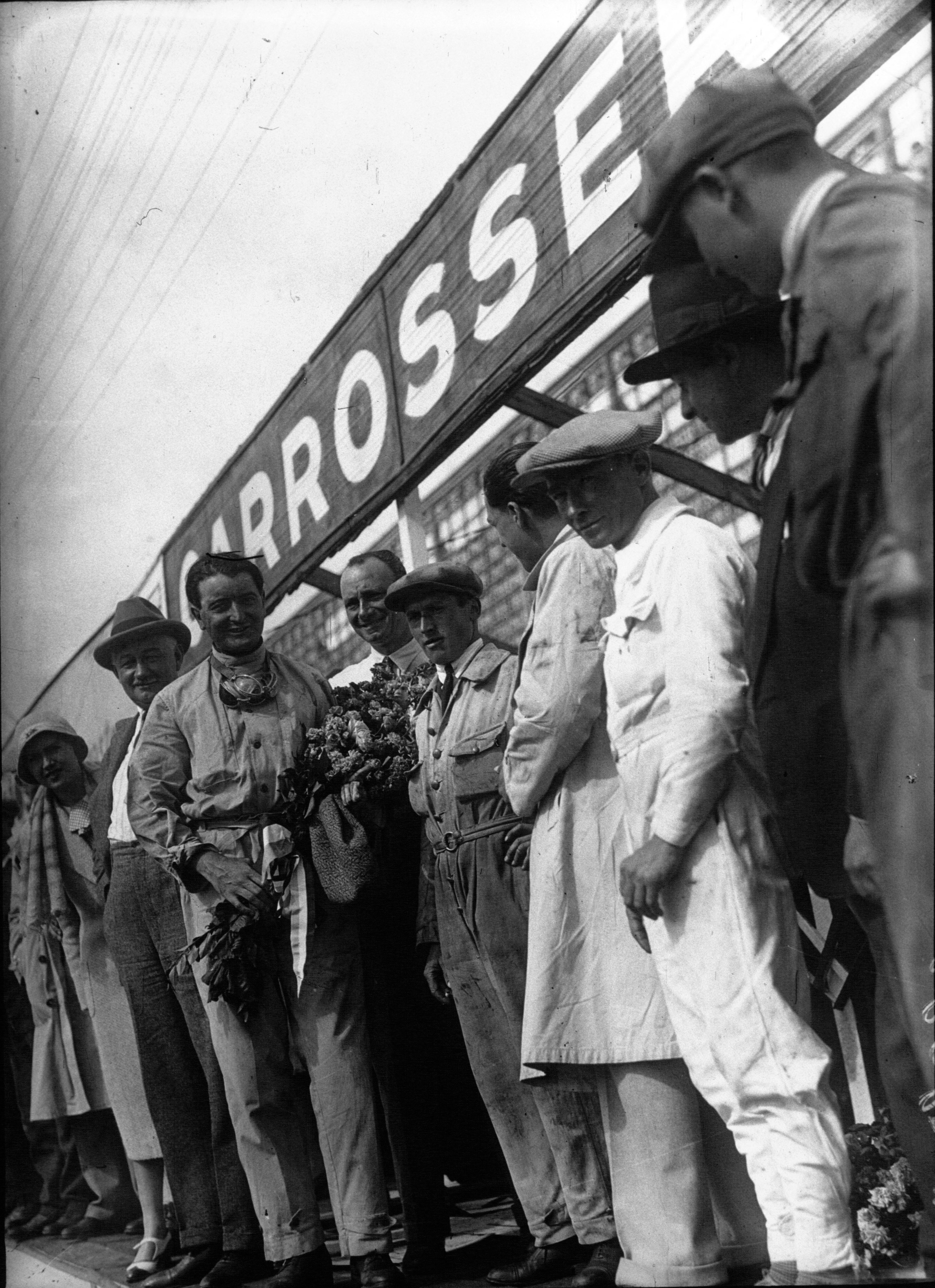
Williams nach seinem Sieg in Frankreich 1929

William Charles Frederick Grover-Williams (* 16. Januar 1903 in Montrouge; † 18. März 1945 im KZ Sachsenhausen) war ein britisch-französischer Automobilrennfahrer und SOE-Spion. Als Rennfahrer verwandte er oft das Pseudonym W. Williams.

## Biographie
William Grover-Williams wurde in Montrouge nahe Paris als Sohn des britischen Pferdezüchters Frederick und der Französin Hermance Grover (geb. Dagan) geboren. Er wuchs mit seinen Geschwistern, einer älteren Schwester (* 1897), einem jüngeren Bruder und einer jüngeren Schwester, bilingual auf (französisch und englisch).
Im Alter von elf Jahren wurde Grover-Williams nach Hertfordshire im Vereinigten Königreich zu Verwandten geschickt, um dem Ersten Weltkrieg zu entfliehen. Nach dem Krieg zog er mit seinen Eltern nach Monte Carlo. Dort entwickelte Grover-Williams seine Faszination für Automobile. Fahren lernte er am Steuer eines Rolls-Royce, der dem Freund seiner Schwester gehörte. 1919 wurde Grover-Williams Chauffeur des Malers William Orpen. Nachdem Orpens Beziehung mit seiner Geliebten Yvonne Aupicq gescheitert war, heiratete Grover-Williams 1929 die Frau und zog mit ihr nach Paris.

## Karriere als Rennfahrer
Zu seinem 15. Geburtstag bekam Grover-Williams als erstes Motorrad eine Indian und nahm in den frühen 1920er-Jahren an Motorradrennen teil. Um seine Rennaktivitäten vor seiner Familie zu verbergen, gab er sich das Pseudonym W. Williams. Wenig später fuhr er mit einem Bugatti Autorennen in ganz Europa. 1928 gewann Grover-Williams den Großen Preis von Frankreich, den er im folgenden Jahr ebenfalls für sich entschied. Im selben Jahr gewann er auch den ersten Großen Preis von Monaco der Geschichte. 1931 gewann er gemeinsam mit Caberto Conelli den Großen Preis von Belgien sowie den Grand Prix de La Baule. Letzteren konnte er in den kommenden beiden Jahren abermals gewinnen.

## Zweiter Weltkrieg
Mit Beginn des Zweiten Weltkrieges endete vorübergehend die Ära des Rennsports. Nach der Besetzung Frankreichs durch die Wehrmacht floh Grover-Williams ins Vereinigte Königreich. Wegen seiner Kenntnisse der französischen und englischen Sprache wurde er in die Special Operations Executive (SOE) berufen. Gemeinsam mit seinem ehemaligen Rennfahrerkollegen Robert Benoist arbeitete er am Aufbau einer Pariser Spionagezelle.
Am 2. August 1943 wurde Grover-Williams vom Sicherheitsdienst (SD) verhaftet und nach langen Verhören nach Berlin verbracht. Von hier aus kam er ins KZ Sachsenhausen, wo er am 18. März 1945 hingerichtet wurde.

## Nachleben
In Monaco wurde ihm zu Ehren eine Statue errichtet.